# 鄭騫
鄭騫（1906年6月20日—1991年7月28日），字因百，中國文學研究者，祖籍遼寧鐵嶺。擔任國立台灣大學中國文學系正教授26年。

## 生平
1906年生於四川灌縣成都水利府署，1926年毕业于崇實中學，保送入燕京大學中國文學系，師承周作人、沈尹默等先生，畢業后在華北工作，仍繼續接受周作人先生教導。1929年，經顧羨季推介，向燕京大學請假，赴河北省立女子師範學院任教。1930年，回燕京大學銷假復學。1931年，從燕京大學畢業，正式任教匯文中學。1938年，擔任燕京大學中國文學系講師。同出周作人門下的洪炎秋〈我所認識的周作人〉1文回憶：「後來鄭、許（許世瑛）兩兄和我都在大學教書，大家也都時常到八道灣的苦雨齋去請教。周先生也和當時幾位名教授一樣，星期天的早上，一定把客廳開放，來者不拒，誰都可以到那裡去聊天。鄭、許兩兄，幾乎每週必到。1947年赴上海，任教國立暨南大學。1948年秋，被國立臺灣大學中國文學系主任臺靜農聘到台灣工作。1974年8月，從國立臺灣大學退休，以兼任教授名義繼續指導博士論文至1981年止。
1991年7月28日在台北市三軍總醫院去世。同年8月11日公祭後遺體火化，骨灰安厝於臺北市善導寺。

## 荣誉
- 1981年得到國立臺灣大學名譽教授稱號。
- 1985年2月獲得國家文藝獎。1989年，受聘為中央研究院中國文哲研究所設所諮詢委員。
- 1990年12月獲得行政院文化獎。

## 著作
- 《永陰集》（詞集）：自印，1929年初版。
- 《辛稼軒年譜》：1938年初版。
- 《稼軒長短句校注》：燕京大學1939年初版。
- 《詞選》：1952年初版。
- 《曲選》：1953年初版。
- 《續詞選》：1955年初版。
- 《從詩到曲》：1961年初版。
- 《校訂元刊雜劇三十種》：1962年初版。
- 《宋刊施顧註蘇東坡詩提要》：1970年初版。
- 《校點南詞韻選》（與《紅蕖記傳奇》、《吳江三沈年譜》合刊）：1971年初版。
- 《景午叢編》（增編舊著《從詩到曲》，與《燕臺述學》合編）：1972年初版。
- 《北曲新譜》：藝文印書館1973年初版、2008年初版二刷（ISBN 978-957-520-142-5）。
- 《北曲套式彙錄詳解》：1973年初版。
- 《桐陰清晝堂詩存》（詩集）：1975年初版。
- 《陳簡齋詩集合校彙注》：1975年初版。
- 《唐伯虎詩輯逸箋注》：1982年初版。
- 《陳後山年譜》：1984年初版。
- 《清晝堂詩集》：1988年初版。
- 《永嘉室雜文》（自編小品隨筆合集）：1992年初版。
- 《龍淵述學》（學術論文彙編）：1992年初版。